# Harley Quinn (série de televisão)
Harley Quinn (em português: Arlequina) é uma série de desenho animado adulta de super-heróis baseada no personagem da DC Comics de mesmo nome, criada por Paul Dini e Bruce Timm. A série foi escrita e produzida por Justin Halpern, Patrick Schumacker e Dean Lorey, e segue as desventuras de Arlequina e sua melhor amiga Hera Venenosa após deixar seu namorado, o Coringa. A série estreou no DC Universe em 29 de novembro de 2019, com sucesso de crítica e com os críticos elogiando sua animação, humor, tom sombrio e dublagem.
A segunda temporada do programa estreou em 3 de abril de 2020. Em 18 de setembro de 2020, a série foi oficialmente renovada para uma terceira temporada, juntamente com o anúncio de que o programa seria transferido para a HBO Max, após a reestruturação do DC Universe. Um episódio especial autônomo com tema de feriado estreou em 9 de fevereiro de 2023. Em novembro de 2023, a série foi renovada para uma quinta temporada, que estreou em 16 de janeiro de 2025.

## Enredo
A série segue as desventuras de Arlequina após terminar com o Coringa quando ela percebeu que ele não a amava. A primeira temporada se concentra nas tentativas de Arlequina de provar a si mesma como uma vilã competente para se juntar à Legião do Mal, começando com a formação de sua própria equipe composta por Hera Venenosa, Cara-de-Barro, Doutor Psycho, Tubarão-Rei e Sy Borgman. Quando ela finalmente atinge esse objetivo, no entanto, ela inadvertidamente se distancia de seus novos amigos e continua a enfrentar os problemas do Coringa, que não consegue suportar a ideia de Arlequina ser uma supervilã de sucesso sem ele. No final da primeira temporada, o Coringa consegue dominar Gotham City e, logo depois, é derrotado por Arlequina e sua equipe. Em um ato final de retaliação, ele destrói a cidade inteira, resultando na morte aparente dele e de Batman.
Na segunda temporada, Gotham caiu no caos, permitindo que a recém-formada Liga da Injustiça — consistindo no Pinguim, o Charada, Senhor Frio, Duas-Caras e Bane — tomasse conta das ruínas da cidade. Depois que eles se recusam a deixar Arlequina se juntar a eles, ela trabalha com sua equipe para derrubá-los um por um, a fim de reivindicar Gotham para si mesma; durante esse processo, inconscientemente inspira Barbara Gordon a se tornar a Batgirl. Enquanto isso, tanto o Coringa quanto o Batman estão vivos; embora com o primeiro agora são e sem nenhuma memória de seu antigo eu, enquanto o último, incapaz de lutar contra o crime devido aos seus ferimentos, nomeia Batgirl sua substituta temporária como defensora de Gotham até que ele se recupere. Após a derrota da Liga da Injustiça, o Comissário Gordon restaura a ordem em Gotham, enquanto Arlequina começa a desenvolver sentimentos por Hera. Ao mesmo tempo, o Doutor Psycho deixa a equipe para se vingar de Arlequina por não apreciá-lo, e consegue assumir Gotham com um exército de Parademons que obteve de Darkseid. Para detê-lo, Arlequina une forças com a Liga da Justiça, Gordon e o Coringa; relutantemente restaurando o último de volta ao seu antigo eu no processo. Embora Psycho seja derrotado no final, ele retalia, revelando que Arlequina e Hera fizeram sexo logo antes do casamento desta última com o Homem-Pipa. Embora Hera e o Homem-Pipa tentem continuar, Gordon, irritado por não ter recebido nenhum reconhecimento por salvar Gotham, tenta arruinar seu casamento. Em meio ao caos, o Homem-Pipa percebe que Hera não o ama e termina com ela. Enquanto escapavam da polícia juntas, Hera finalmente admite seus sentimentos pela Arlequina.

## Elenco

### Principais dubladores
- Kaley Cuoco como Arlequina[4]
- Lake Bell como Hera Venenosa[4]
- Ron Funches como Tubarão-Rei[4]
- Tony Hale como Doutor Psycho,[4][5] Felix Fausto[6]
- Jason Alexander como Sy Borgman[4][7]
- J. B. Smoove como Frank a Planta[4][7]
- Alan Tudyk como Coringa, Cara de Barro, Homem Calendário, Doctor Trap, Rei dos Condimentos[4][7]

### Vozes adicionais
- Charlie Adler como Nick Quinzel, Vovô Quinzel
- James Adomian como Bane,[6][7] Chaz
- Diedrich Bader como Batman[8]
- Tisha Campbell-Martin como Jovem Tawny[6][7]
- Briana Cuoco como Barbara Gordon[6]
- Andy Daly como Duas-Caras[6]
- Chris Diamantopoulos como Aquaman
- Rachel Dratch como Nora Fries[9]
- Giancarlo Esposito como Lex Luthor[4][7]
- Susie Essman como Sharon Quinzel, Vovó Quinzel
- Sean Giambrone como Joshua Cobblepot
- Meryl Hathaway como Marcus
- Michael Ironside como Darkseid[10]
- Tom Kenny como Mão do Cara de Barro[7]
- Wayne Knight como Pinguim
- Rahul Kohli como Espantalho[11]
- Phil LaMarr como Arraia Negra, Jason Praxis[6][12]
- Sanaa Lathan como Mulher-Gato[13]
- George Lopez como Ele mesmo[14]
- Howie Mandel como Ele mesmo
- Vanessa Marshall como Mulher-Maravilha,[15] Giganta,[6] Joey Day
- Christopher Meloni como Comissionário James Gordon[4][7]
- Alfred Molina como Senhor Frio[16]
- Natalie Morales[4] como Lois Lane
- Frankie Muniz como Ele mesmo
- Matt Oberg como Homem-Pipa, Crocodilo, KGBesta[6][7]
- Rhea Perlman como Golda
- Jim Rash como Charada,[4] Stan, Mr. Isley
- Will Sasso como Maxie Zeus[6]
- Rory Scovel como Gus
- Nicole Sullivan como Sra. Cobblepot, Benjamin
- Wanda Sykes como Rainha das Fábulas[4]
- Talia Tabin como Debbie Day
- Jacob Tremblay como Damian Wayne / Robin[17]
- Mark Whitten como Herman Cizko / The Cowled Critic
- James Wolk como Superman

## Episódios
| Temporada | Temporada | Episódios | Episódios | Originalmente lançado  | Originalmente lançado   | Originalmente lançado |
| Temporada | Temporada | Episódios | Episódios | Estreia da temporada   | Final da temporada      | Emissora              |
| --------- | --------- | --------- | --------- | ---------------------- | ----------------------- | --------------------- |
|           | 1         | 13        | 13        | 29 de novembro de 2019 | 21 de fevereiro de 2020 | DC Universe           |
|           | 2         | 13        | 13        | 3 de abril de 2020     | 26 de junho de 2020     | DC Universe           |
|           | 3         | 10        | 10        | 28 de julho de 2022    | 15 de setembro de 2022  | Max                   |
|           | Special   | Special   | Special   | 9 de fevereiro de 2023 | 9 de fevereiro de 2023  | Max                   |
|           | 4         | 10        | 10        | 27 de julho de 2023    | 14 de setembro de 2023  | Max                   |
|           | 5         | 10        | 10        | 16 de janeiro de 2025  | 20 de março de 2025     | Max                   |

## Produção

### Desenvolvimento
Em 20 de novembro de 2017, foi anunciado que o então sem nome DC Universe encomendou 26 episódios de Harley Quinn, uma animação de comédia adulta de meia hora criada e escrita por Justin Halpern, Patrick Schumacker e Dean Lorey. Os produtores executivos foram definidas para incluir Halpern, Schumacker, Lorey, e Sam Register com Jennifer Coyle servindo como um produtor. As empresas de produção envolvidas na série deveriam incluir a Ehsugadee Productions e Warner Bros. Animation. A primeira temporada consiste em 13 episódios dos 26 iniciais encomendados.
Em junho de 2018, foi anunciado que a série estrearia em 2019. Em outubro, foi ainda mapeada como uma estreia para outubro de 2019. Também foi reportado que Kaley Cuoco também iria servir como produtora executiva para a série através de sua empresa Yes, Norman Productions.
Foi revelado que uma segunda temporada foi produzida e estaria disponível para stream em 3 de abril de 2020, consistindo dos outros 13 episódios.

### Escolha do elenco
Juntamente com o anúncio do pedido da série, foi relatado que os produtores da série deveriam se aproximar de Margot Robbie, que interpreta a personagem no Universo Estendido da DC, para reprisar o papel. Outros personagens que devem ser apresentados na série incluem o Coringa, Hera Venenosa, Sy Borgman, Doutor Psycho, Malice Vundabar, Tubarão-Rei, e Cara de Barro.
Em 3 de outubro de 2018, foi anunciado que Cuoco dublaria Arlequina e Lake Bell dublaria Hera Venenosa. Os dubladores adicionais da série incluem Alan Tudyk como Coringa e Cara de Barro, Ron Funches como Tubarão-Rei, J. B. Smoove como Frank a Planta, Jason Alexander como Sy Borgman, Wanda Sykes como a Rainha das Fábulas, Giancarlo Esposito como Lex Luthor, Natalie Morales como Lois Lane, Jim Rash como Charada, Diedrich Bader reprisando seu papel de Batman: The Brave and the Bold como Batman, Tony Hale como Dr. Psycho e Christopher Meloni como James Gordon. Pouco depois, Rahul Kohli revelou que dublaria Espantalho na série. Em junho de 2019, Sanaa Lathan foi revelada para dublar Mulher-Gato, que será descrita como uma afro-americana. Em 24 de julho de 2019, Vanessa Marshall revelou que reprisaria Mulher-Maravilha de Justice League: Crisis on Two Earths e Justice League: The Flashpoint Paradox. Enquanto que no dia seguinte, TV Guide revelou que o dublador veterano Charlie Adler foi confirmado para atuar como diretor de voz adicional da série, com Schumacker e Lorey atuando como diretores de voz. Em fevereiro de 2020, Alfred Molina foi anunciado para dublar Senhor Frio. Em abril de 2020, Schumacker confirmou que Michael Ironside irá reprisar seu papel como Darkseid do DC Animated Universe e Lego DC Super-Villains.

## Lançamento
Harley Quinn estreou no DC Universe em 29 de novembro de 2019. Em 3 de outubro de 2018, antes da New York Comic Con anual, um teaser trailer estrelando a Arlequina, Hera Venenosa e Batman em Arkham foi lançado. Um trailer completo e sem censura definido para a capa da música-tema de Joan Jett de The Mary Tyler Moore Show foi lançado em 20 de julho de 2019 para coincidir com o painel na San Diego Comic-Con. Em 8 de dezembro de 2019, o primeiro episódio foi apresentado como uma apresentação especial no TBS. A temporada 1 estreará no canal SYFY em 3 de maio de 2020.
A série vai ao ar no Adult Swim, no Canadá, com novos episódio indo ao ar uma semana após seu lançamento americano.
A série irá ao ar pelo canal E4, no Reino Unido e na Irlanda.